# Datownik
Zasugerowano, aby zintegrować ten artykuł z artykułem Kasownik (filatelistyka) (dyskusja). Nie opisano powodu propozycji integracji.
Datownik – rodzaj stempla skonstruowanego w ten sposób, aby możliwe było w nim takie ustawienie czcionek, aby odcisk tego stempla pokazywał datę. Datownik to także, oprócz samego stempla, jego odcisk na papierze.

## Zastosowanie
Nazwa powszechnie używana w stosunku do stempli używanych w urzędach pocztowych, używane są jednak w licznych innych instytucjach i biurach, wszędzie tam, gdzie ważne jest oznakowanie dokumentu datą: najczęściej jest to data przyjęcia i zarejestrowania dokumentu lub przesyłki. Przy pomocy datownika dokonuje się także zazwyczaj „skasowanie” znaczka pocztowego, tzn. przez odbicie na nim stempla datownika oznakowuje się go trudnozmywalnym tuszem w celu uniemożliwienia powtórnego jego wykorzystania po odklejeniu od dostarczonej przesyłki i przyklejenie do innej.
W niektórych datownikach oprócz daty (dzień, miesiąc i rok) możliwe jest także przestawianie godzin. Datowniki z ustawianą godziną zazwyczaj używane były na poczcie, a także m.in. na niektórych przejściach granicznych (tam, gdzie istnieje potrzeba stemplowania paszportów albo dokumentów przewozowych; datownik z godziną umożliwia dosyć precyzyjne określenie pory przekroczenia granicy przez podróżnego lub przez transportowany ładunek).
Poczta często wydaje specjalne datowniki okazjonalne, z okazji rocznic i niektórych świąt, z ozdobnym rysunkiem.

## Zdjęcia

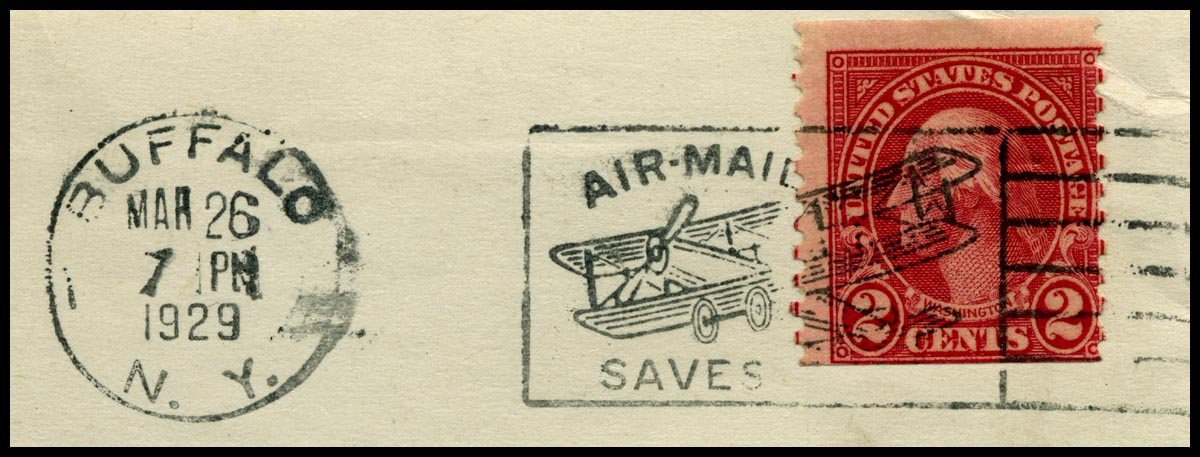
odcisk datownika pocztowego (Buffalo, USA) widoczna data 26 marca 1929 oraz godzina 7 PM
specjalny datownik z okazji Bożego Narodzenia widoczna data 6.12.04 oraz godzina 17
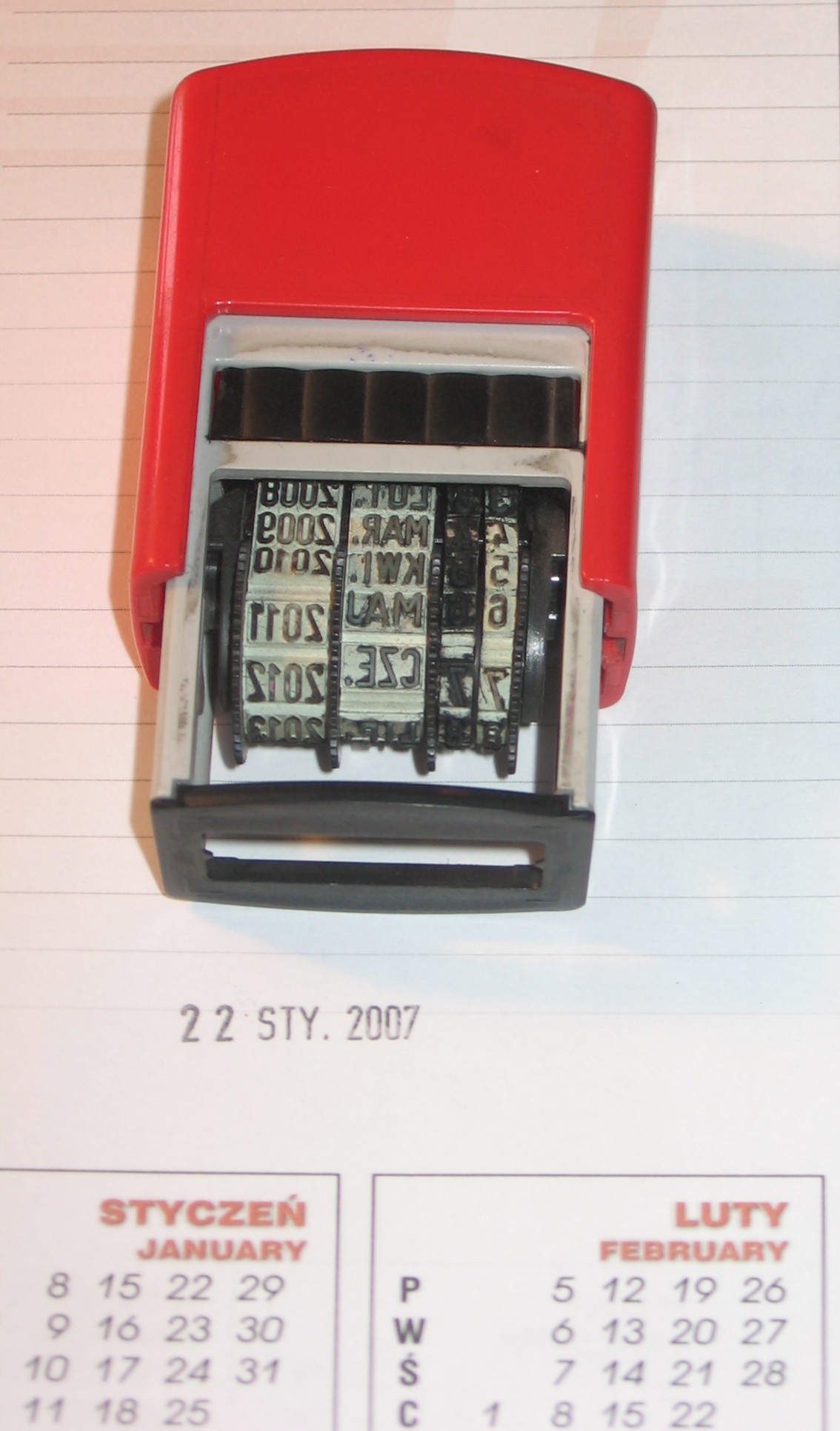
datownik biurowy
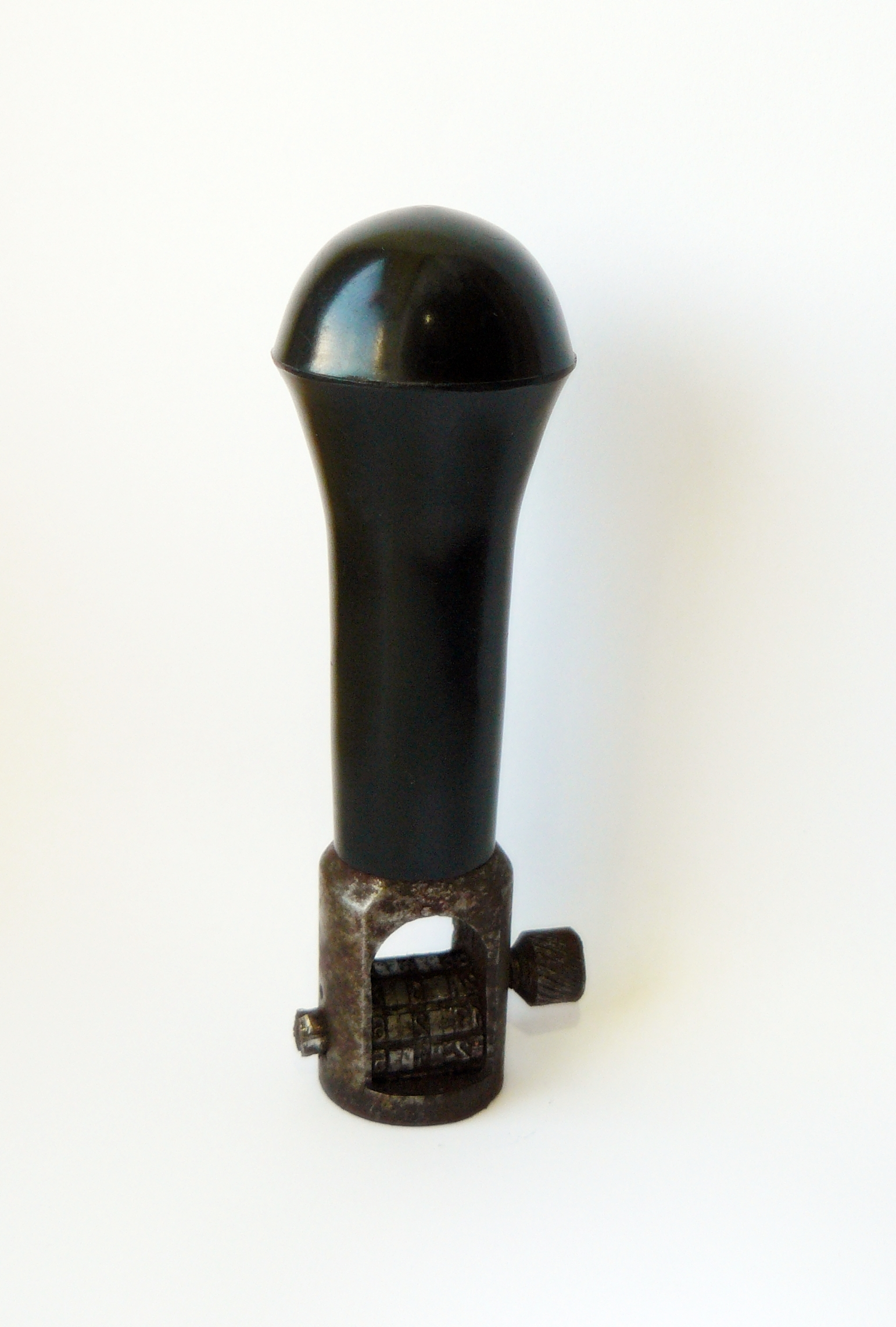
Stempel metalowy, datownik
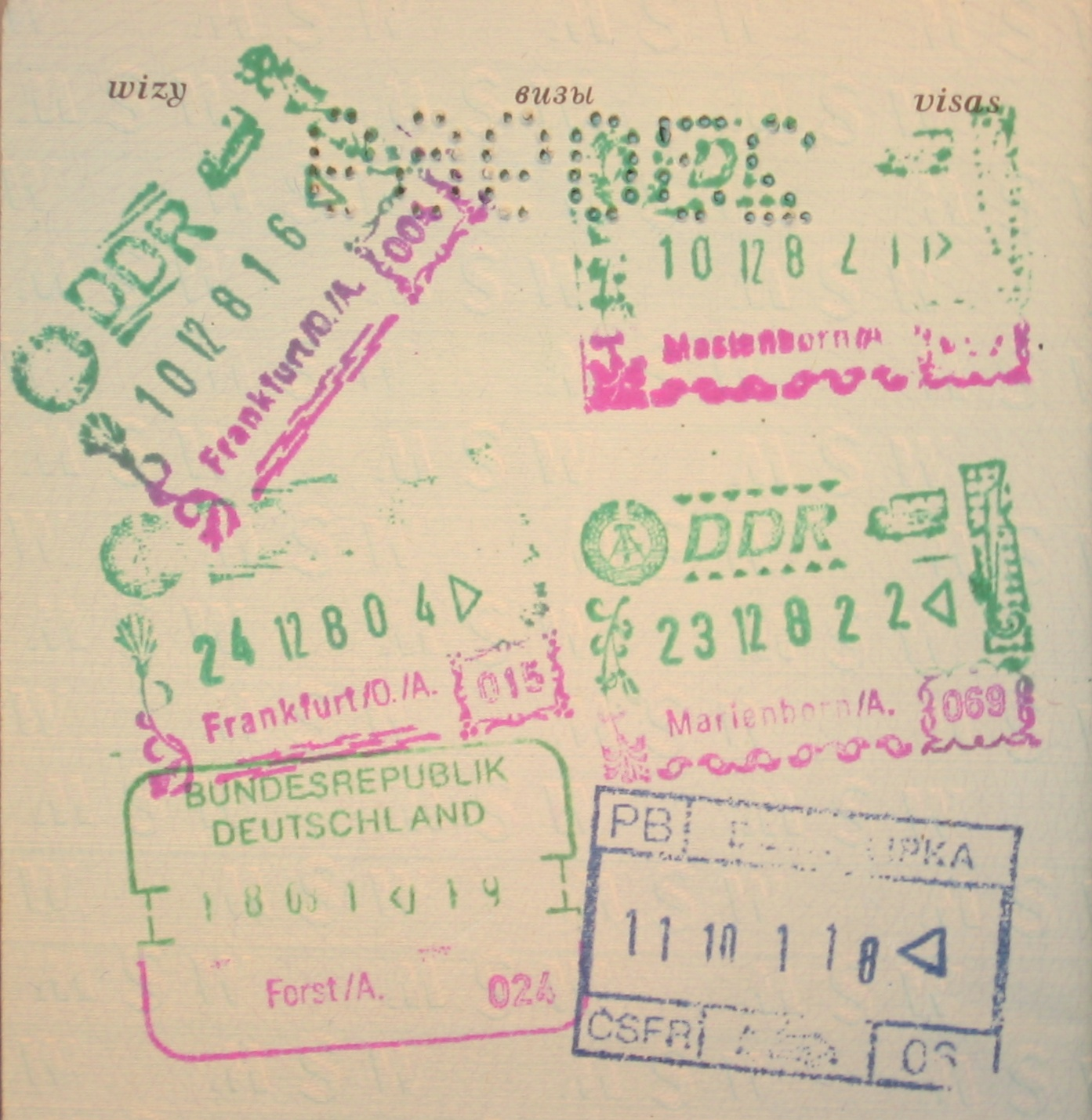
odciski datowników w paszporcie